# Volohii din Ucraina
Volohii este un exonim utilizat de oficialitățile ucrainene pentru a denumi o minoritate etnică de origine română răspândită în nordul regiunii Transcarpatia. Numără aproximativ 5-6 mii de oameni. Volohii se autointitulează rumâni și își denumesc limba rumânească.

### Trăsături etnice
La recensămintele dinaintea anului 2001, toții volohii erau înregistrați ca ucraineni, iar la recensământul din 2001 volohii au fost înscriși ca ucraineni și români, limba lor maternă, cel mai frecvent, fiind indicată ucraineană.
Populația din jur, de regulă, îi confundă pe volohi cu romi, dar se deosebesc după următoarele criterii: 
- limba - volohii vorbesc un dialectul românesc (păstrat la nivelul secolului al XVIII-lea) în timp ce romii transcarpatini comunică în maghiară, țigănească și ucraineană;
- caracteristici antropometrice - pilea și părul volohilor posedă nuanțe mai deschise.

Majoritatea se declară aparținând ortodoxiei, dar numărul voluhilor care ca se atribuie la o anumită biserică este scăzut  principalele sărbători religioase ținute de toți sunt Crăciunul și Paștele. Un număr semnificativ de volohi au devenit protestanți în ultimele decenii.

### Origine
Originea volohilor este discutabilă, din cauza numărului redus de cercetări etnografice. Volohii înșiși nu au tradiție de a păstra legende despre trecut (există un singur caz în care volohii au menționat că au auzit de la bătrâni despre originile valahilor și au declarat că au venit în Transcarpatia din Maramureș). Un studiu de trei ani asupra volohilor, realizat în comun de savanți ucraineni și români, a concluzionat că volohii nu prezintă legături cu românii din Transcarpatia.

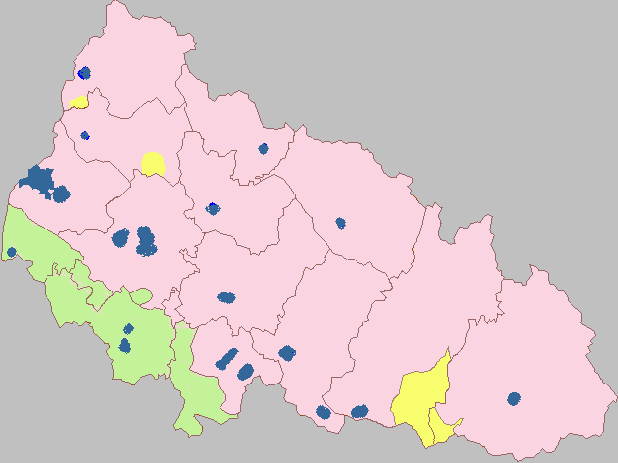
Răspândirea geografică a etniilor în regiunea Transcarpatia, în 2001 r.:
ucraineni (inclusiv ruteni))
unguri
români în sudul regiunii și volohi în nord
împreună ucrainenii (inclusiv rutenii) și rușii

     ucraineni (inclusiv ruteni))
     unguri
     români în sudul regiunii și volohi în nord
     împreună ucrainenii (inclusiv rutenii) și rușii

### Areal de răspândire
Volohii locuiesc în 11 sate din roianele Perecin, Svaleava, Ujhorod și Muncaci, în special în satele:
- Mîrcea din raionul Velîkîi Bereznîi
- Antalovți, Kamieanîțea, raionul Ujhorod
- Simer, Turea Pasika, Turea Remetî, Poroșkovo din raionul Perecin
- Obava, Verhnea Vîznîțea din raionul Muncaci
- Dolha, raionul Irșava

Cel mai mare număr de volohi se află în Poroșcovo , raionul Perecin — aproximativ 1,5 mii locuitori.

### Mod de viață
Volohii sunt asemănători romilor din Transcarpatia în ceea ce privește modul lor de viață:
- locuiesc mai ales în colibe, într-o tabără
- aproape că nu cultivă pământul de acasă
- rareori primesc studii medii complete
- în calitate de prieteni, susțin protecția prin forță a membrilor comunității locale volohe, dacă unul din ei a intrat într-un conflict
- se căsătorească ca minori, aproape întotdeauna în cadrul grupului lor etnic (dar uneori cu romi), de obicei fără a înregistra

În Poroșcovo, ei taie lemn pentru vânzare, în alte locuri sunt implicați în comerț și muncă sezonieră a migranților în alte regiuni.
Dar cea mai faimoasă ocupație a romilor — producția de linguri de lemn, precum și alte ustensile de uz casnic și suveniruri din lemn. Ca urmare: cel mai răspândit nume de familie printre volohi — Kanaloș („lingurar” în maghiară).
Șeful comunității locale volohe are titlul de birov („judecător” în maghiară).